# Nadir Vassena
Nadir Vassena (* 22. August 1970 in Balerna, Tessin) ist ein Schweizer Komponist Neuer Musik.

## Leben und Wirken
Vassena absolvierte ein Studium der Komposition in Mailand und an der Albert-Ludwigs-Universität Freiburg. Er ist Dozent und seit 2004 Mitglied des Direktoriums am Conservatorio della Svizzera Italiana in Lugano. Vassena ist einer der Leiter der Tage für neue Musik Zürich.
Für seine Werke wurden ihm mehrere Preise verliehen. Darunter waren u. a. der 1. Preis ex aequo des Instituts für Neue Musik an der Hochschule der Künste Berlin (1994), ein 2. Preis des Mozarteums Salzburg (1997) und der Basler Christoph-Delz-Preis (1999). 2003 erhielt Vassena ein Aufenthaltsstipendium der Künstlerresidenz Chretzeturm in Stein am Rhein.

## Werke (Auswahl)
Aus der Anzahl der von Vassena geschaffenen Solo- und Kammermusikstücke sowie Orchester- und Bühnenmusik sind besonders hervorzuheben:
- schlaflos, Kammeroper, 2003
- Mysterium Lunae, Chorkomposition, 1995
- leib.wache, Oper (über Carl von Cosel) , 2004

## Diskographie
- Nocturnes I-II-III, 1994
- Nocturnes I-II-III, 1995
- Mysterium Lunae, 2000
- come perduto nel mare un bambino, 2001
- Nadir Vassena (Grammont Portrait), 2003